# Ludington (Wisconsin)
Ludington – miasto w Stanach Zjednoczonych, w stanie Wisconsin, w hrabstwie Eau Claire.